# Стюарт, Кристен
Кри́стен Джеймис Стю́арт (англ. Kristen Jaymes Stewart; род. 9 апреля 1990, Лос-Анджелес, Калифорния, США) — американская актриса. Получила широкую известность благодаря роли Изабеллы Свон в серии фильмов «Сумерки». Номинантка на премию «Оскар».
В 2010 году получила специальную награду BAFTA в категории «Восходящая звезда». В 2012 году журнал Forbes назвал Кристен Стюарт самой высокооплачиваемой актрисой. В 2015 году стала первой актрисой-американкой, удостоенной французской премии «Сезар» (в номинации «Лучшая женская роль второго плана» в драме «Зильс-Мария»). В 2020 году получила награду «Актриса десятилетия» от Ассоциации голливудских критиков. Также имеет номинации на кинопремии Гильдии киноактёров США (2008), «Выбор критиков» (2022) и «Оскар» (2022).
Другие известные фильмы с участием актрисы: «Комната страха» (2002), «В диких условиях» (2007), «Парк культуры и отдыха» (2009), «Ранэвэйс» (2010), «На дороге» (2012), «Белоснежка и охотник» (2012), «Всё ещё Элис» (2014), «Ультраамериканцы» (2015), «Равные» (2015), «Персональный покупатель» (2016), «Спенсер» (2021) и «Любовь истекает кровью» (2024).

## Биография
Актриса родилась 9 апреля 1990 года в Лос-Анджелесе (Калифорния). Её семья ненадолго переехала в Колорадо, а затем вновь вернулась в Лос-Анджелес, где отец, Джон Стюарт, работал ассистентом режиссёра, продюсером и режиссёром многочисленных шоу на канале Fox. Мать, Джулс Манн Стюарт — редактор сценариев и режиссёр. Кристен стала вторым из четырёх детей в семье, у неё есть старший брат Кэмерон Стюарт, а также два младших брата — Тейлор Стюарт и Дена Стюарт.
Первый выход Стюарт на сцену состоялся в школьной постановке, на которой её заметил агент. Он связался с родителями девочки и предложил поддержать её интерес к актёрству. Изначально родители были против этой затеи, но Стюарт уговорила их и уже в 8 лет начала посещать прослушивания на роли в фильмах и телесериалах.
Первое появление Стюарт на экране состоялось год спустя в постановке «Сын русалки» (1998) канала «Disney Channel» (реж. Д. Данэм). Более серьёзная роль досталась ей через пару лет в независимой мелодраме Роуз Троше «Безопасность вещей» (2001), где она сыграла дочь матери-одиночки.
В 2002 году Стюарт снялась в крупной голливудской картине Дэвида Финчера «Комната страха». Изначально на роль дочери Джоди Фостер претендовала другая юная актриса — Хейден Панеттьер. Связано это было в первую очередь с тем, что и на главную роль претендовала другая актриса — Николь Кидман. Но после ухода последней из проекта Фостер выбрала Стюарт, возможно, главным образом, из-за внешнего сходства с собой. Несмотря на присутствие таких «грандов», как Джоди Фостер, Форест Уитакер и Патрик Бошо, Стюарт ни в чём им не уступала и отыграла роль так убедительно, что критики сравнили её со знаменитой коллегой по площадке в юности. Сама Фостер отмечала: 

Кристен не выплёскивает на тебя все эмоции сразу, и получается интересная, умная игра.
За «Комнатой страха» последовала роль дочери Денниса Куэйда и Шэрон Стоун в ещё одном триллере — «Дьявольский особняк» (2003) Майка Фиггиса. Следующая работа в подростковой комедии «Запретная миссия» (2004) стала её первой главной ролью; Стюарт сыграла увлекающуюся альпинизмом девушку, которая решилась на ограбление банка, чтобы оплатить операцию тяжелобольного отца.
Картина, хорошо принятая молодой аудиторией, позволила Стюарт продемонстрировать не только драматические, но и комедийные стороны своего актёрского таланта. Другим фильмом с участием Стюарт в 2004 году стала психологическая драма «Подводное течение», которая, несмотря на участие в проекте режиссёра Дэвида Гордона Грина, продюсера Терренса Малика, а также актёров Джейми Белла, Джоша Лукаса и Дермота Малруни, практически не удостоилась проката.
Следующий фильм, «Говори» (2004), независимая экранизация одноимённого романа-бестселлера Лори Холс Андерсон, дал Стюарт возможность сыграть очень непростую роль. Её героиня Мелинда — школьница, которая практически перестаёт общаться с людьми после изнасилования, но не утрачивает способности к ярким и часто сардоническим комментариям, проговаривая их про себя. Стюарт мастерски справилась со сложностями характера героини. В прокат фильм так и не вышел, но был в урезанном варианте показан по телевидению на каналах Showtime и Lifetime.
Фильм Джона Фавро «Затура: Космическое приключение» (2005) был снят в жанре фэнтези. Хотя по ходу действия фильма её героиню замораживают, и она проводит длительное время, неподвижно лёжа на полу, Стюарт снова представился шанс продемонстрировать свои комические способности в роли вечно сердитой сестры Джоша Хатчерсона и Иона Бобо. Несмотря на то, что критикам «Затура» понравилась, сборы были невысокими. В том же году Стюарт снялась в главной роли в канадской картине «Жестокие люди» Гриффина Данна по одноимённому роману Дирка Уиттенборна. Это драма о массажистке со сложной судьбой (Дайан Лейн), которая на лето приезжает с сыном к своему другу (Дональд Сазерленд), одному из самых богатых людей США. В США фильм вышел в ограниченный прокат.
Стюарт три года подряд номинировалась на соискание премии «Молодой актёр» (в 2003 году — за роль в фильме «Комната страха», в 2004 году — «Дьявольский особняк», а в 2005 году — «Подводное течение»), но ни разу не победила.
В 2006 году снялась в драме «В стране женщин» с Мег Райан и Адамом Броди. Дальше последовала ещё одна главная роль в фильме «Посланники» (2007), триллере от таиландских режиссёров, братьев Дэнни и Оксида Пэнг, а также роль девушки, страдающей тяжёлой болезнью, в режиссёрском дебюте Мэри Мастерсон «Поедатели пирожных», также известном как «Сладкая полночь» и «Пожиратели тортов» (2007).
В 2007 году вышел фильм Шона Пенна «В диких условиях», снятый по мотивам бестселлера Джона Кракауэра о жизни Кристофера Маккендлесса. Шон Пенн так выразил своё впечатление от работы с Кристен:

Машина правды, настоящая актёрская сила, с которой мне как режиссёру было просто волшебным образом легко управляться.

В ноябре 2007 года компания Summit Entertainment объявила о том, что Кристен Стюарт снимется в роли Беллы Свон в фильме «Сумерки», романтическом триллере по мотивам книги Стефани Майер. В декабре 2008 года вышла комедийная драма «Однажды в Голливуде», где, помимо Стюарт, сыграли Роберт Де Ниро, Брюс Уиллис и Шон Пенн.
Весной 2009 года вышла комедия Грега Моттолы «Парк культуры и отдыха», в которой Стюарт исполнила одну из главных ролей, а в конце года вышло продолжение «Сумерек» — «Сумерки. Сага. Новолуние». За роль во второй части саги Стюарт удостоилась награды MTV в номинации «Лучшая актриса», а также приза за «Лучший поцелуй» совместно с Робертом Паттинсоном.
В 2008—2010 годах актриса приняла участие в нескольких проектах, в том числе и в третьей части «сумеречной саги». В «Добро пожаловать к Райли» сыграла девушку, которая помогает несчастной семье справиться со смертью дочери. Эта роль была отмечена на Миланском международном кинофестивале в 2011 году — актриса победила в номинации «Лучшая женская роль». В фильме «Ранэвэйс» Стюарт перевоплотилась в Джоан Джетт — лидера женской панк-группы «The Runaways». Сама Джоан Джетт признавалась, что актриса добилась с ней «подлинного, даже пугающего сходства».
В 2010 году актриса сыграла самую провокационную свою роль в фильме Саллеса «На дороге» по одноимённому роману Джека Керуака. Премьера фильма состоялась 23 мая 2012 года в рамках официальной конкурсной программы Каннского кинофестиваля.
Также в 2010 году родители актрисы подали на развод, причиной стали непримиримые разногласия, хотя они пробыли в этом браке двадцать семь лет.
В марте 2011 года было подтверждено, что Стюарт сыграет Белоснежку в фильме «Белоснежка и охотник». Предложения исполнить эту роль также поступали к Дакоте Фэннинг, Сирше Ронан, Райли Кио, Алисии Викандер, Белле Хиткот, Селене Гомес, Эмили Браунинг, Лили Коллинз и Фелисити Джонс. Мировая премьера состоялась в Лондоне 14 мая 2012 года.
В 2013 году журнал Forbes назвал её третьей после Анджелины Джоли и Дженнифер Лоуренс самой высокооплачиваемой актрисой Голливуда.
В драме «Лагерь „X-Ray“» (2014) Стюарт исполнила роль молодой охранницы в тюрьме «Гуантанамо».
Стюарт также является лицом модных брендов «Chanel» и «Balenciaga».
После Каннского кинофестиваля 2016 года Стюарт решила обратиться к режиссёрской деятельности.
Стюарт активно снималась в фильмах ЛГБТ-тематики: «Зильс-Мария», «Месть Лиззи Борден», «Джеремая Терминатор Лерой».
В 2020 году выходит романтическая комедия «Самый счастливый сезон», где Кристен Стюарт и Маккензи Дэвис играют влюблённую пару.
В 2021 году на Венецианском кинофестивале состоялась премьера фильма «Спенсер», в котором Стюарт сыграла Диану, принцессу Уэльскую. За свою актёрскую игру Стюарт получила восторженные отзывы кинокритиков и стала одной из фавориток в наградном сезоне, в том числе получила свою первую номинацию на премию «Оскар».
В октябре 2021 года стало известно о намерении Стюарт экранизировать мемуары американской писательницы Лидии Юкнавич «Хронология воды». Это будет режиссёрский дебют актрисы в полном метре.
22 мая 2022 года состоялась премьера телесериала «Ирма Веп» режиссёра Оливье Ассаяса, в котором Кристен сыграла роль певицы Лианны. 10 августа 2022 года Кристен приняла участие в съёмках фильма про бодибилдинг режиссёра Роуз Гласс под названием «Любовь истекает кровью». В декабре 2022 года Стюарт была избрана президентом жюри 73-го Берлинского международного кинофестиваля.
16 февраля 2023 года на кинематографическом фестивале Берлинале начался съёмочный процесс фильма о Сьюзен Зонтаг, и актриса отметила, что сложный документальный проект с её участием будет долго находится в производстве. 2 мая 2024 года Оскар Айзек и Кристен Стюарт получили главные роли в триллере Паноса Косматоса — «Плоть богов». Летом 2024 года Кристен Стюарт, её супруга Дилан Майер и подруга Маргарет Маклин основали собственную продюсерскую компанию Nevermind. 7 июня 2024 года стало известно, что актриса исполнит свою первую главную роль в телевизионном сериале «Бросившая вызов», повествующем о Салли Райд, первой американской женщине в космосе. 12 февраля 2025 года начались съёмки комедии «Неправильные девицы», режиссёром которой выступила супруга актрисы. Кроме игровых проектов, актриса работает над сценарием комедии, повествующей о приключениях укуренной девушки.
В октябре 2021 года стало известно о намерении Стюарт экранизировать мемуары американской писательницы Лидии Юкнавич «Хронология воды». Режиссёрский дебют актрисы в полном метре, «Хронология воды», был отснят летом 2024 года в Латвии, а исполнительницей главной роли стала Имоджен Путс. Фильм был показан на 78-м Каннском кинофестивале и высоко оценён критиками.

## Личная жизнь
Принято считать вторым именем актрисы Джеймс (James), хотя эта мужская форма имеет другое написание, в её случае оно произносится как Джэймис.
В 2004—2009 годах встречалась с актёром Майклом Ангарано, с которым познакомилась на съёмках фильма «Говори». На съёмочной площадке фильма «Сумерки» в 2008 году познакомилась с актёром Робертом Паттинсоном. Первый разлад случился летом 2012 года после истории с романом между Кристен Стюарт и режиссёром фильма «Белоснежка и охотник» Рупертом Сандерсом.
Паттинсон продал дом, в котором собирался жить вместе со Стюарт, а сама актриса уехала к матери, но в сентябре 2012 года пара помирилась, и Стюарт получила предложение о замужестве, однако через некоторое время они окончательно расстались.
Актриса является бисексуалкой. В 2017 году на шоу Saturday Night Live актриса назвала себя «очень гомосексуальной». Летом 2016 года в интервью подтвердила, что уже давно встречается с дизайнером спецэффектов Алисией Каргайл. Некоторое время в прессе ходили слухи о свадьбе пары, но вскоре девушки расстались. Помимо Каргайл, Стюарт встречалась с французской певицей и актрисой Стэфани Соколински, более известной как Соко, также у неё был короткий роман с певицей и продюсером St. Vincent, которая работала над саундтреком к режиссёрскому дебюту Стюарт. С декабря 2016 по декабрь 2018 года состояла в отношениях с моделью Стеллой Максвелл. В 2019 пара ненадолго сошлась вновь, но вскоре Стюарт вступила в отношения со сценаристкой Дилан Мейер. В ноябре 2021 года Кристен Стюарт подтвердила информацию о помолвке со своей девушкой после двух лет отношений, на свадьбе друзей в Мексике пара поженилась тайно, а официальная церемония бракосочетания в Соединённых Штатах Америки произошла лишь три года спустя — 21 апреля 2025 года.

## Фильмография

### Актриса
| Год  |     | Русское название                                         | Оригинальное название              | Роль                                  |
| ---- | --- | -------------------------------------------------------- | ---------------------------------- | ------------------------------------- |
| 1998 | тф  | Сын русалки                                              | The Thirteenth Year                | Девочка в очереди к школьному фонтану |
| 2000 | ф   | Флинтстоуны в Рок-Вегасе                                 | The Flintstones in Viva Rock Vegas | Девочка, бросающая кольцо             |
| 2001 | ф   | Безопасность вещей                                       | The Safety of Objects              | Сэм Дженнингс                         |
| 2002 | ф   | Комната страха                                           | Panic Room                         | Сара Олтман                           |
| 2003 | ф   | Дьявольский особняк                                      | Cold Creek Manor                   | Кристен Тилсон                        |
| 2004 | ф   | Говори                                                   | Speak                              | Мелинда Сордино                       |
| 2004 | ф   | Запретная миссия                                         | Catch That Kid                     | Мадлен Филиппс                        |
| 2004 | ф   | Подводное течение                                        | Undertow                           | Лила                                  |
| 2005 | ф   | Жестокие люди                                            | Fierce People                      | Майя Осборн                           |
| 2005 | ф   | Затура: Космическое приключение                          | Zathura: A Space Adventure         | Лиза                                  |
| 2007 | ф   | В диких условиях                                         | Into the Wild                      | Трейси Татро                          |
| 2007 | ф   | Сладкая полночь                                          | The Cake Eaters                    | Джорджия Камински                     |
| 2007 | ф   | Посланники                                               | The Messengers                     | Джессика Соломон                      |
| 2007 | ф   | В стране женщин                                          | In the Land of Women               | Люси Хардвик                          |
| 2007 | кор | Кутласс                                                  | Cutlass                            | Робин                                 |
| 2008 | ф   | Телепорт                                                 | Jumper                             | Софи                                  |
| 2008 | ф   | Однажды в Голливуде                                      | What Just Happened?                | Зои                                   |
| 2008 | ф   | Сумерки                                                  | Twilight                           | Изабелла Мари Свон                    |
| 2009 | ф   | Парк культуры и отдыха                                   | Adventureland                      | Эмили Льюин                           |
| 2009 | ф   | Сумерки. Сага. Новолуние                                 | The Twilight Saga: New Moon        | Изабелла Мари Свон                    |
| 2008 | ф   | Жёлтый платочек счастья                                  | Yellow Handkerchief                | Мартин                                |
| 2010 | ф   | Сумерки. Сага. Затмение                                  | The Twilight Saga: Eclipse         | Изабелла Мари Свон                    |
| 2010 | ф   | Ранэвэйс                                                 | The Runaways                       | Джоан Джетт                           |
| 2010 | ф   | Добро пожаловать к Райли                                 | Welcome to the Rileys              | Мэллори                               |
| 2011 | ф   | Сумерки. Сага: Рассвет — Часть 1                         | The Twilight Saga: Breaking Dawn   | Изабелла Мари Свон / Каллен           |
| 2012 | ф   | На дороге                                                | On the Road                        | Луан Хендерсон Мэрилу                 |
| 2012 | ф   | Белоснежка и охотник                                     | Snow White and the Huntsman        | Белоснежка                            |
| 2012 | ф   | Сумерки. Сага: Рассвет — Часть 2                         | The Twilight Saga: Breaking Dawn   | Изабелла Мари Каллен                  |
| 2012 | ф   | К-11                                                     | K-11                               | Секретарь                             |
| 2014 | ф   | Лагерь X-Ray                                             | Camp X-Ray                         | Эмили Коул                            |
| 2014 | ф   | Зильс-Мария                                              | Clouds of Sils Maria               | Валентина                             |
| 2014 | ф   | Всё ещё Элис                                             | Still Alice                        | Лидия                                 |
| 2014 | кор | 9 поцелуев                                               | 9 Kisses                           | Фанатка                               |
| 2015 | ф   | Равные                                                   | Equals                             | Ниа                                   |
| 2015 | ф   | Ультраамериканцы                                         | American Ultra                     | Фиби Ларсон                           |
| 2015 | ф   | Анестезия                                                | Anesthesia                         | Софи                                  |
| 2016 | ф   | Долгая прогулка Билли Линна в перерыве футбольного матча | Billy Lynn's Long Halftime Walk    | Кэтрин Линн                           |
| 2016 | ф   | Светская жизнь                                           | Café Society                       | Вероника                              |
| 2016 | ф   | Персональный покупатель                                  | Personal Shopper                   | Морин                                 |
| 2016 | ф   | Несколько женщин                                         | Certain Women                      | Элизабет Тревис                       |
| 2018 | ф   | Месть Лиззи Борден                                       | Lizzie                             | Бриджит Салливан                      |
| 2018 | ф   | Джеремая Терминатор Лерой                                | JTLeroy                            | Саванна Ноп                           |
| 2019 | ф   | Опасная роль Джин Сиберг                                 | Seberg                             | Джин Сиберг                           |
| 2019 | ф   | Ангелы Чарли                                             | Charlie's Angels                   | Сабина Уилсон                         |
| 2020 | ф   | Под водой                                                | Underwater                         | Нора Прайс                            |
| 2020 | с   | Домашний                                                 | Homemade                           | Кристен                               |
| 2020 | ф   | Самый счастливый сезон                                   | Happiest Season                    | Абигаль Холланд                       |
| 2021 | ф   | Спенсер                                                  | Spencer                            | Диана, принцесса Уэльская             |
| 2022 | с   | Ирма Веп                                                 | Irma Vep                           | Лианна                                |
| 2022 | ф   | Преступления будущего                                    | Crimes of the Future               | Тимлин                                |
| 2024 | ф   | Люби меня                                                | Love Me                            | Дежа                                  |
| 2024 | ф   | Любовь истекает кровью                                   | Love Lies Bleeding                 | Луиза                                 |
| 2024 | ф   | Сакраменто                                               | Sacramento                         | Роузи                                 |
|      | ф   | Плоть богов                                              | Flesh of the Gods                  | Александра                            |
|      | с   | Бросившая вызов                                          | The Challenger                     | Салли Кристен Райд                    |
|      | ф   | Зонтаг                                                   | Sontag                             | Сьюзен Зонтаг                         |
|      | ф   | Неправильные девицы                                      | The Wrong Girls                    | Френсис                               |

### Режиссёр
| Год  | Название                                   | Примечания             |
| ---- | ------------------------------------------ | ---------------------- |
| 2014 | «Take Me To The South» (Sage + the Saints) | Музыкальное видео      |
| 2017 | «Пойдём поплаваем»                         | Короткометражный фильм |
| 2018 | «Down Side of Me» (Chvrches)               | Музыкальное видео      |
| 2023 | «The Film» (Boygenius)                     | Музыкальное видео      |
| 2025 | «Хронология воды»                          | Полнометражный фильм   |

### Музыкальные видео
| Год  | Название                     | Исполнитель        |
| ---- | ---------------------------- | ------------------ |
| 2011 | «I Was Broken»               | Маркус Фостер      |
| 2014 | «Just One of the Guys»       | Дженни Льюис       |
| 2016 | «Ride 'Em On Down»           | The Rolling Stones |
| 2017 | «If You Really Love Nothing» | Interpol           |
| 2023 | «You Only Love Me»           | Рита Ора           |
| 2025 | «Who Laughs Last?»           | Lord Huron         |

## Награды и номинации
Полный список наград и номинаций на сайте IMDb.com.
| Награды и номинации | Награды и номинации                                       | Награды и номинации                                      | Награды и номинации                                   | Награды и номинации |
| Год                 | Награда                                                   | Категория                                                | Работа                                                | Результат           |
| ------------------- | --------------------------------------------------------- | -------------------------------------------------------- | ----------------------------------------------------- | ------------------- |
| 2003                | Премия «Молодой актёр»                                    | Лучшая актриса                                           | Комната страха                                        | Номинация           |
| 2004                | Премия «Молодой актёр»                                    | Лучшая актриса второго плана                             | Дьявольский особняк                                   | Номинация           |
| 2005                | Премия «Молодой актёр»                                    | Лучшая актриса второго плана                             | Подводное течение                                     | Номинация           |
| 2008                | Премия «Молодой актёр»                                    | Лучшая актриса второго плана                             | В диких условиях                                      | Номинация           |
| 2008                | Премия Гильдии киноактёров США                            | Лучший актёрский состав в игровом кино                   | В диких условиях                                      | Номинация           |
| 2009                | MTV Movie Awards                                          | Лучшая актриса                                           | Сумерки                                               | Победа              |
| 2009                | MTV Movie Awards                                          | Лучший поцелуй                                           | Сумерки                                               | Победа              |
| 2009                | Teen Choice Awards                                        | Лучшая драматическая актриса                             | Сумерки                                               | Победа              |
| 2009                | Teen Choice Awards                                        | Лучший поцелуй                                           | Сумерки                                               | Победа              |
| 2009                | Актёрская игра                                            | Человек-эмоция                                           | Сумерки                                               | Победа              |
| 2009                | Scream Awards                                             | Лучшая актриса в фэнтези                                 | Сумерки                                               | Победа              |
| 2009                | Scream Awards                                             | Лучший актёрский состав                                  | Сумерки                                               | Номинация           |
| 2009                | People’s Choice Awards                                    | Любимая киноактриса                                      | Сумерки                                               | Номинация           |
| 2009                | People’s Choice Awards                                    | Любимая экранная команда                                 | Сумерки                                               | Победа              |
| 2010                | Готэм                                                     | Лучший актёрский состав                                  | Парк культуры и отдыха                                | Номинация           |
| 2010                | Nickelodeon Kids' Choice Awards                           | Лучший дуэт                                              | Сумерки. Сага. Новолуние                              | Номинация           |
| 2010                | Nickelodeon Kids' Choice Awards                           | Лучший дуэт                                              | Сумерки. Сага. Новолуние                              | Победа              |
| 2010                | BAFTA                                                     | Восходящая звезда                                        | н/д                                                   | Победа              |
| 2010                | MTV Movie Awards                                          | Лучшая актриса                                           | Сумерки. Сага. Новолуние                              | Победа              |
| 2010                | MTV Movie Awards                                          | Лучший поцелуй                                           | Сумерки. Сага. Новолуние                              | Победа              |
| 2010                | MTV Movie Awards                                          | Лучший поцелуй                                           | Ранэвэйс                                              | Номинация           |
| 2010                | Золотая малина                                            | Худший актёрский дуэт                                    | Сумерки. Сага. Новолуние                              | Номинация           |
| 2010                | Золотая малина                                            | Худший актёрский дуэт                                    | Сумерки. Сага. Новолуние                              | Номинация           |
| 2010                | Scream Awards                                             | Лучшая актриса в фэнтези                                 | Сумерки. Сага. Затмение                               | Победа              |
| 2011                | People’s Choice Awards                                    | Любимая киноактриса                                      | Сумерки. Сага. Затмение                               | Победа              |
| 2011                | People’s Choice Awards                                    | Любимая экранная команда                                 | Сумерки. Сага. Затмение                               | Победа              |
| 2011                | People’s Choice Awards                                    | Любимая кинозвезда до 25 лет                             | Сумерки. Сага. Затмение                               | Номинация           |
| 2011                | Кинофестиваль в Милане                                    | Лучшая актриса                                           | Добро пожаловать к Райли                              | Победа              |
| 2011                | Золотая малина                                            | Худшая актриса                                           | Сумерки. Сага. Затмение                               | Номинация           |
| 2011                | Золотая малина                                            | Худший актёрский ансамбль                                | Сумерки. Сага. Затмение                               | Номинация           |
| 2012                | Золотая малина                                            | Худшая актриса                                           | Сумерки. Сага: Рассвет — Часть 1                      | Номинация           |
| 2012                | Золотая малина                                            | Худший актёрский ансамбль                                | Сумерки. Сага: Рассвет — Часть 1                      | Номинация           |
| 2012                | Nickelodeon Kids' Choice Awards                           | Лучшая киноактриса                                       | Сумерки. Сага: Рассвет — Часть 1                      | Победа              |
| 2013                | Золотая малина                                            | Худшая актриса                                           | Сумерки. Сага: Рассвет — Часть 2 Белоснежка и охотник | Победа              |
| 2013                | Золотая малина                                            | Худший актёрский дуэт                                    | Сумерки. Сага: Рассвет — Часть 2                      | Номинация           |
| 2015                | Сезар                                                     | Лучшая женская роль второго плана                        | Зильс-Мария                                           | Победа              |
| 2015                | Премия сообщества кинокритиков Нью-Йорка                  | Лучшая женская роль второго плана                        | Зильс-Мария                                           | Победа              |
| 2015                | Премия сообщества кинокритиков Бостона                    | Лучшая женская роль второго плана                        | Зильс-Мария                                           | Победа              |
| 2016                | Кинофестиваль в Оахаке                                    | Лучшая женская роль                                      | Персональный покупатель                               | Победа              |
| 2017                | Кинофестиваль «Сандэнс»                                   | Приз жюри за короткометражный фильм                      | Пойдём поплаваем                                      | Номинация           |
| 2017                | Премия сообщества кинокритиков Бостона                    | Лучший актёрский ансамбль                                | Несколько женщин                                      | Номинация           |
| 2019                | Кинофестиваль в Довиле                                    | Награда «Талант Довиля»                                  | Опасная роль Джин Сиберг                              | Победа              |
| 2019                | Кинофестиваль в Милл-Вэлли                                | Награда «В центре внимания»                              | Опасная роль Джин Сиберг                              | Победа              |
| 2019                | Кинофестиваль в Цюрихе                                    | Награда «Золотой Глаз»                                   | Опасная роль Джин Сиберг                              | Победа              |
| 2021                | Готэм                                                     | Награда «Performer Tribute»                              | Спенсер                                               | Победа              |
| 2021                | Премия Австралийской академии кинематографа и телевидения | Лучшая международная актриса                             | Спенсер                                               | Номинация           |
| 2022                | Кинофестиваль в Палм-Спрингс                              | Награда «Spotlight Award»                                | Спенсер                                               | Победа              |
| 2022                | Золотой Глобус                                            | Лучшая женская роль — драма                              | Спенсер                                               | Номинация           |
| 2022                | Ассоциация Голливудских кинокритиков                      | Лучшая женская роль                                      | Спенсер                                               | Победа              |
| 2022                | Выбор критиков                                            | Лучшая женская роль                                      | Спенсер                                               | Номинация           |
| 2022                | Оскар                                                     | Лучшая женская роль                                      | Спенсер                                               | Номинация           |
| 2022                | Спутник                                                   | Лучшая женская роль — драма                              | Спенсер                                               | Победа              |
| 2023                | Fangoria Chaincaw Awards                                  | Лучшая актриса второго плана                             | Преступления будущего                                 | Номинация           |
| 2023                | INOCA ( International Online Cinema Festival )            | Лучшая актриса второго плана                             | Преступления будущего                                 | Номинация           |
| 2023                | Golden Scythe Horror Awards                               | Лучшая актриса второго плана                             | Преступления будущего                                 | Номинация           |
| 2023                | International Cinephile Society Awards                    | Лучшая актриса второго плана                             | Преступления будущего                                 | Победа              |
| 2024                | Astra Midseason Movie Awards                              | Лучшая главная актриса                                   | Любовь истекает кровью                                | Номинация           |
| 2024                | Girls On Film Awards                                      | Лучший эротический дуэт: Кристен Стюарт и Кетрин Обрайан | Любовь истекает кровью                                | Номинация           |
| 2024                | London Critics Circle Film Awards                         | Лучший актёрский состав                                  | Любовь истекает кровью                                | Номинация           |
| 2024                | INOCA ( International Online Cinema Awards )              | Лучшая главная актриса                                   | Любовь истекает кровью                                | Победа              |
| 2025                | Каннский Фестиваль Кинематографии                         | Премия Золотая Камера                                    | Режиссёр Хронология Воды                              | Номинация           |